# João I de Alençon
João I de Valois, Duque de Alençon (em francês:  Jean I de valois, duc d'Alençon; Castelo de Essay, 1385 - Azincourt, 1415), cognominado de o Sábio (em francês:  le Sage). Foi um nobre francês pertencente à Casa de Valois-Alençon, ramo cadete da Casa de Valois.
Foi o último conde e primeiro duque de Alençon, e conde de Perche. Era filho de Pedro II de Alençon e de Maria Chamaillard.

## Biografia
João I sucede ainda jovem a seu pai, vivendo um período confuso, no seio de fações que dividiam a corte do rei Carlos VI de França, o Louco (em francês:  le Fou). Ele apoia Luís de Orleães devastando as terrars dos partidários dos Borguinhões no Vermandois, participando depois na toma da de Saint-Denis e Saint-Cloud.
Carlos VI, enquanto sitia os duques de Berry e de Bourbon em Bourges, envia Luís de Anjou contra João de Alençon, obrigado a submeter-se ao rei, acompanhando-o, então, nos cercos de Compiègne, Noyon, Soissons, Bapaume e Arras.

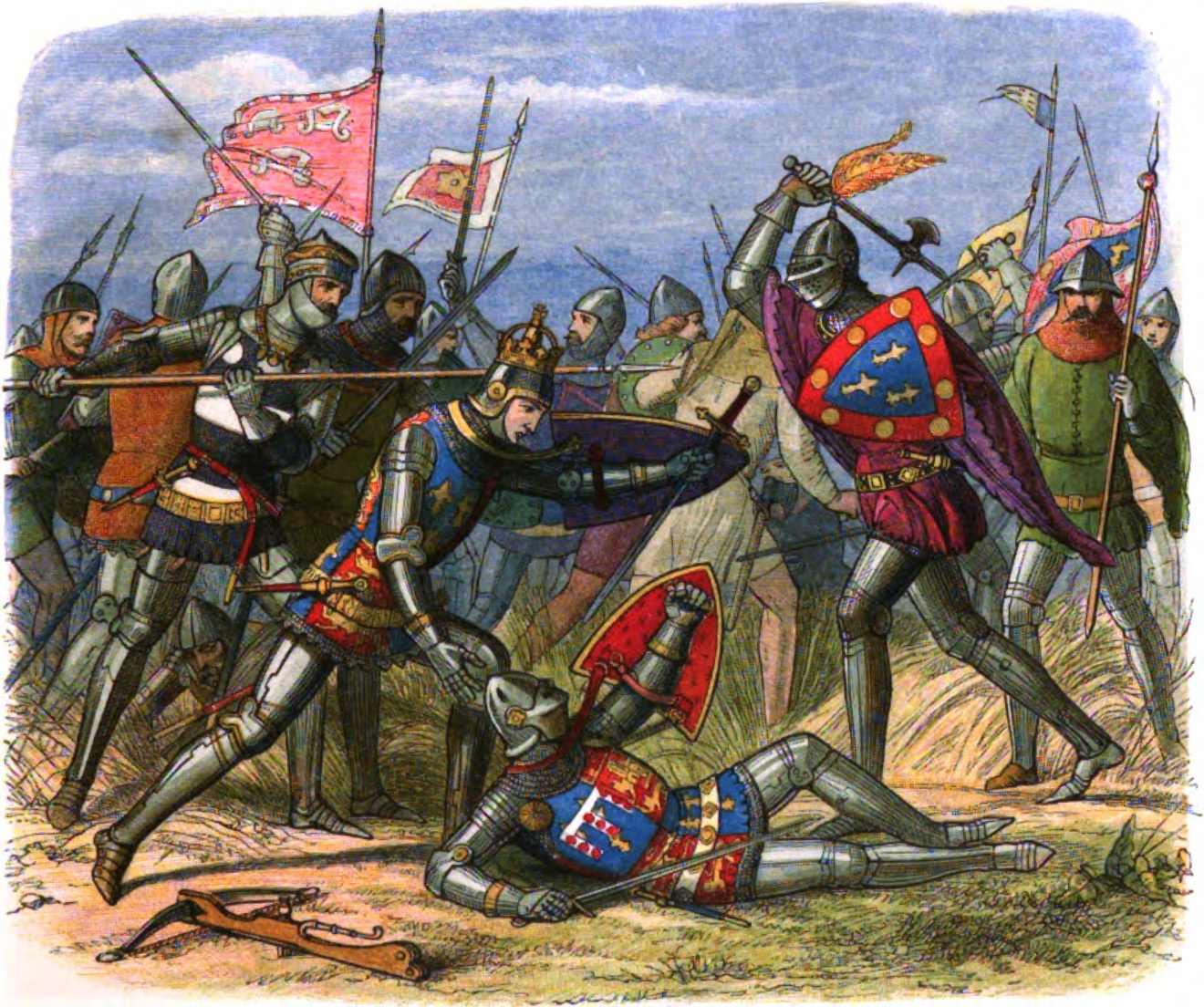
João I de Alençon luta contra Henrique V de Inglaterra e Eduardo de Iorque na Batalha de Azincourt.

O rei arma-o cavaleiro em Bapaume e, em 1414, eleva Alençon a ducado, Par de França.
Ele comandou a segunda divisão do exército francês na Batalha de Azincourt. Quando os ingleses avançaram sobre a primeira divisão, João comandou um contra-ataque.
Na batalha ele teria morto Eduardo, Duque de Iorque, ferido Humphrey, Duque de Gloucester e, ainda, teria cortado um ornamento da coroa do próprio rei Henrique V de Inglaterra.
Mas ele acabou dominado pela guarda pessoal do rei inglês, e morto pelo nobre galês Dafydd Gam antes de se conseguir render.

## Casamento e descendência
Casou a 16 de junho de 1396 com Maria de Bretanha (1391-1446), filha do duque João IV de Bretanha e de Joana de Navarra, e teve:
1. Pedro (Pierre) (1407 † 1408), conde de Perche
2. João II (Jean II) (1409 † 1476), duque de Alençon e conde de Perche
3. Maria (Marie) (1410 † 1412)
4. Joana (Jeanne) (1412 † 1420)
5. Carlota (Charlotte) (1413 † 1435)

Teve também filhos ilegítimos:
- Pedro (Pierre) († 1424), senhor de Gallandon
- Margarida (Marguerite) , casada com João de Saint-Aubin, senhor de Preaux

## Referência
- Este artigo foi inicialmente traduzido, total ou parcialmente, do artigo da Wikipédia em inglês cujo título é «John I, Duke of Alençon».